# Matebele FC
Der Matebele Football Club ist ein botswanischer Fußballverein aus Matebeleng im Kgatleng District. Aktuell spielt der Verein in der höchsten Liga des Landes, der Botswana Premier League.

## Erfolge
- Botswana First Division: 2022/23 (South)  ▲

## Stadion
Seine Heimspiele trägt der Verein im The Nest Stadium aus.